# Mastaiciai
Mastaiciai är en ort i Litauen.   Den ligger i kommunen Kauno rajono savivaldybė och länet Kaunas län, i den centrala delen av landet, 90 km väster om huvudstaden Vilnius. Mastaiciai ligger 77 meter över havet och antalet invånare är 1 339.
Terrängen runt Mastaiciai är platt, och sluttar österut. Runt Mastaiciai är det ganska glesbefolkat, med 43 invånare per kvadratkilometer. Närmaste större samhälle är Kaunas, 9,6 km norr om Mastaiciai. I omgivningarna runt Mastaiciai växer i huvudsak blandskog.